# Schizanthus integrifolius
Schizanthus integrifolius är en potatisväxtart som beskrevs av Rodolfo Amando Philippi. Schizanthus integrifolius ingår i släktet fjärilsblomsterssläktet, och familjen potatisväxter. Inga underarter finns listade i Catalogue of Life.